# 肌年齢
肌年齢（はだねんれい）とは、肌の状態がどの年齢の水準にあるかを表した数値である。肌の皮脂量、水分量、肌のキメ、毛穴、色素沈着などで判定される。
肌年齢については、複数のチェックリストを回答したり、頬に一円玉を押し当ててその跡が何秒残るかを測定する、化粧品を扱う店舗やクリニックで測定するなどの方法で調べることができる。肌年齢測定器や肌年齢チェッカーと称される機器も生産されており、近年ではスマートフォンのアプリケーションなどでも調べられる。
肌年齢を下げるには、紫外線をカットする、抗酸化作用のある食材を食べる、保湿をする、喫煙をやめる、良質な睡眠をとることなどが挙げられる。なお、スキンケアのアイテムを規定量しなかったりすると肌年齢の悪化へつながるので、注意が必要である。